# Філіп Даглас Тейлор
Філіп Даглас «Філ» Тейлор (англ. Philip Douglas «Phil» Taylor, нар. 13 серпня 1960, Сток-он-Трент) — англійський професійний гравець у дартс, 16-разовий чемпіон світу (рекорд). Тейлор вигравав чемпіонат світу з дартсу 2 рази за версією BDO і 14 разів за версією PDC.

## Кар'єра в PDC
На своєму останньому чемпіонаті світу (2018) Тейлор дійшов до фіналу, де його з рахунком 7-2 переміг дебютант чемпіонатів світу PDC, інший англійський гравець Роб Кросс.